# Louise de Laval
 (octobre 2013).
Si vous disposez d'ouvrages ou d'articles de référence ou si vous connaissez des sites web de qualité traitant du thème abordé ici, merci de compléter l'article en donnant les références utiles à sa vérifiabilité et en les liant à la section « Notes et références ».
Louise de Laval, née le 13 janvier 1440, est la fille de Guy XIV de Laval et d'Isabelle de Bretagne.

## Biographie
Louise est mariée par contrat le 15 mai 1468 avec Jean III de Brosse.
Ensemble ils ont:
- René de Brosse (1470-1525), comte de Penthièvre,
- Madeleine, mariée en 1488 avec Janus de Savoie, comte de Faucigny, mariée vers 1492 avec François Ier d'Avaugour, comte de Vertus,
- Isabeau (?-1527), mariée en 1496 avec Jean, seigneur de Rieux,
- Catherine, mariée en 1500 avec Jean du Pont, baron de Pont-L'Abbé,
- Marguerite.

L'histoire d'amour entre Jean et Louise est évoquée dans le livre d'images Histoire d'amour sans paroles, conservé au musée Condé.

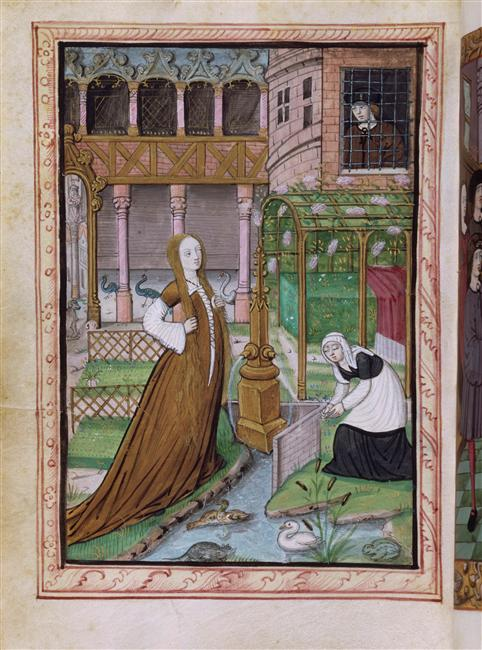
Jean observe Louise dans un jardin
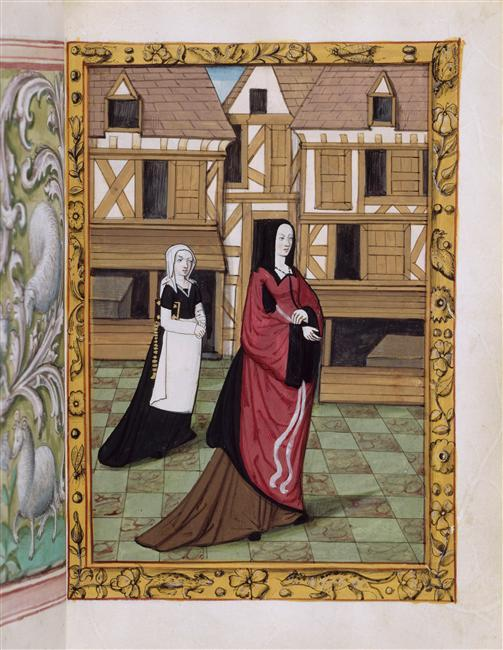
Louise et la servante déambulent dans la rue